# Pauline Viardot
Pour les articles homonymes, voir García et Viardot.
Pauline Garcia, connue sous le nom d'épouse Viardot, née le 18 juillet 1821 à Paris où elle est morte le 18 mai 1910, est une cantatrice (mezzo-soprano) et une compositrice française d'origine espagnole, sœur de la Malibran.

## Biographie
Pauline Garcia est la fille du ténor espagnol Manuel García, un des créateurs du Barbier de Séville, et la sœur de Maria, elle aussi cantatrice, mieux connue comme Maria Malibran, morte en 1836 à l’âge de 28 ans.
Pauline commence ses études de musique par le piano, sous la férule de Franz Liszt et assiste aux leçons de chant de son père, ce qui a contribué à sa formation. Elle donne son premier récital en 1838, à l’âge de 16 ans, et débute sur une scène d’opéra l’année suivante, à Londres, dans le rôle de Desdémone de l'Otello de Gioachino Rossini.
Moins virtuose sur le plan strictement vocal que sa défunte sœur, dont elle était supposée prendre la relève, elle parvient à s’imposer par des dons dramatiques, intellectuels et musicaux. Son fils Louis, dans ses mémoires, indique qu'elle avait une étendue vocale particulièrement large. Elle poursuivra aussi une activité de pianiste, jouant notamment à plusieurs reprises à quatre mains avec Clara Schumann et accompagnant sa sœur Maria ou son beau-frère le violoniste Bériot.
Courtisée par Alfred de Musset qu'elle repousse et qui en nourrira un fort ressentiment, elle se marie, en 1840, sur les conseils de George Sand - qui l'adulait et dont elle restera très proche jusqu'à sa mort en 1876 -, avec Louis Viardot, critique et directeur du Théâtre des Italiens, de 20 ans son aîné. Ary Scheffer peint alors son portrait dans son atelier rue Chaptal. Elle a une vie de famille heureuse ; ses enfants mèneront aussi une carrière artistique : son fils Paul comme violoniste, sa fille Louise, comme compositrice et écrivain et ses deux autres filles comme cantatrices. Louis Viardot démissionne de son poste quelque temps après le mariage pour se consacrer à la carrière de son épouse.
Quelques années suffisent à Pauline pour s’imposer. Giacomo Meyerbeer lui offre en 1849 son rôle le plus écrasant, Fidès dans Le Prophète ; Hector Berlioz crée pour elle une version en français pour mezzo-soprano de l'Orphée de Gluck en 1859 ; Charles Gounod compose à son intention l'opéra Sapho, et son air célèbre « Ô ma lyre immortelle » ; Camille Saint-Saëns lui dédie son Samson et Dalila ; Frédéric Chopin admire sa maîtrise du piano. Aux obsèques de celui-ci, le 30 octobre 1849, elle sera une des deux interprètes féminines, avec la soprano Jeanne Castellan, du Requiem de Mozart en l’église de la Madeleine (dissimulées par un rideau noir  derrière l’autel, car à cette époque les femmes n’étaient pas autorisées à chanter dans les églises,). Intime de tous ces musiciens, elle réunit le monde de l'art dans son hôtel particulier du quartier de la Nouvelle Athènes dans le 9e arrondissement, ou dans sa propriété de Seine-et-Marne : le château de Courtavenel.
Mais les Viardot, républicains, vivent de plus en plus souvent hors de France après la victoire de Louis-Napoléon Bonaparte à l’élection présidentielle de 1849. La carrière de Pauline se déroule dès lors surtout à Londres et en Allemagne. Le couple s'installe même quelque temps à Baden-Baden.
En 1855, elle acquiert, sacrifiant une partie de sa fortune, la partition autographe du Don Giovanni de Mozart, dont elle chante le rôle de Zerline à Saint-Pétersbourg. Cette « relique » musicale est à la fois l’objet de pèlerinage de la part des grands noms de l’époque et l’occasion de faire de nouvelles connaissances. Elle conserve le manuscrit plus de 50 ans avant de le léguer en 1903 au Conservatoire de musique de Paris.
En 1859, elle triomphe de nouveau à Paris, au Théâtre-Lyrique, dans Orphée, une version de l'Orphée et Eurydice de Gluck spécialement remaniée pour elle par Hector Berlioz. Malheureusement sa voix se brise et Pauline doit renoncer à la scène en 1863. Elle se consacre dès lors à la composition (plusieurs opérettes, dont Cendrillon en 1903, sur des livrets de Tourgueniev) et à l’enseignement du chant, qu’elle dispense uniquement à des élèves de sexe féminin, au Conservatoire national de Paris. Parmi elles : Felia Litvinne et Jeanne Gerville-Réache, Suzanne Cesbron-Viseur.
Génie musical et théâtral, elle disparaît presque nonagénaire à l’ère du gramophone, emportant avec elle le timbre d'une voix que Saint-Saëns a comparé, par synesthésie, à un goût : celui des « oranges amères ».
Tout au long de sa carrière, elle encouragea de jeunes talents comme Charles Gounod, Gabriel Fauré et Jules Massenet. Elle crée en 1870 la célèbre mélodie « Ah qui brûla d'amour peut seul comprendre », traduction française de la mélodie no 6, Op. 6  « Nur wer die Sehnsucht kennt »(en) de Goethe, mis en musique par Piotr Ilitch Tchaïkovski 

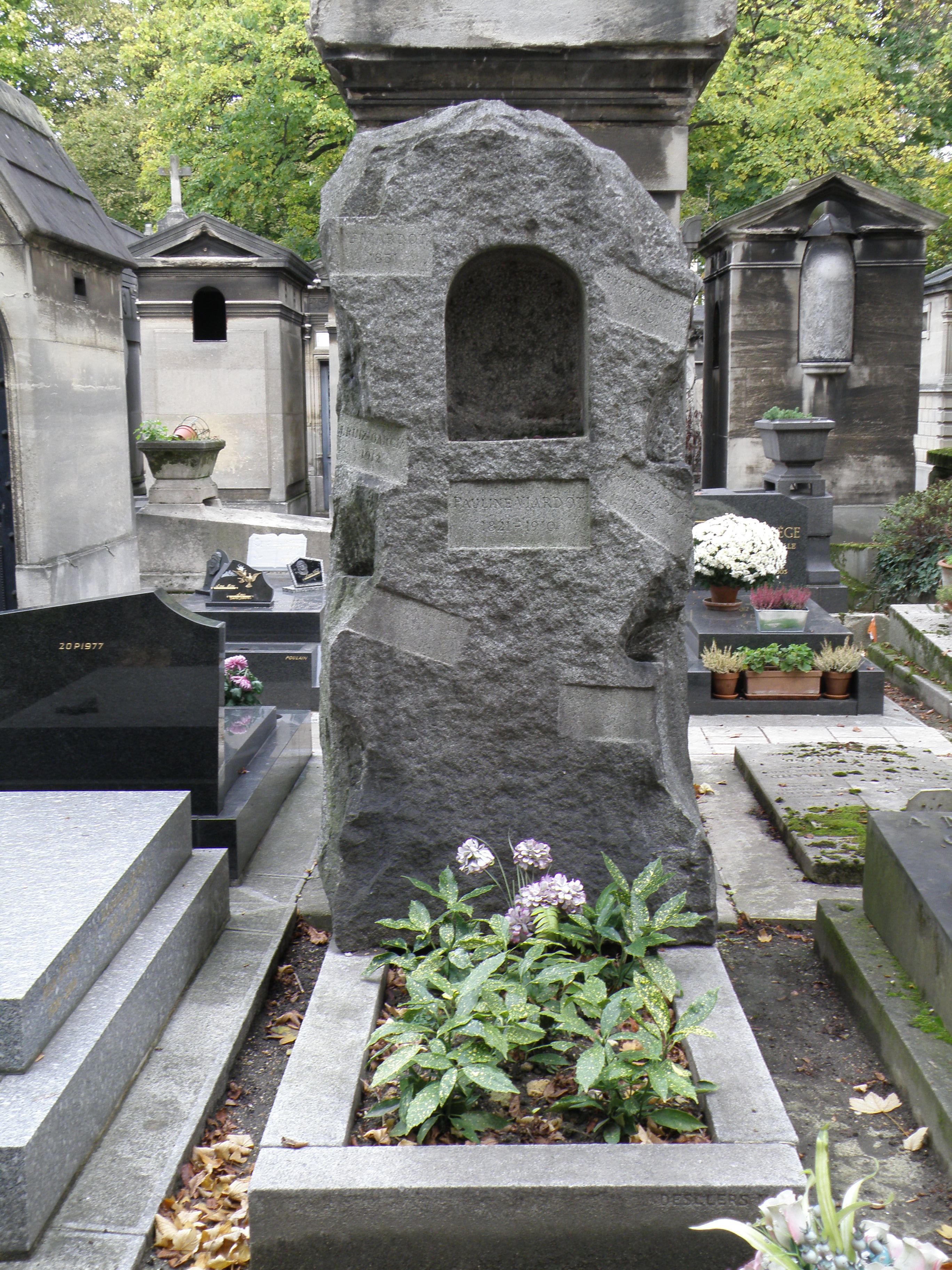
Tombe de Pauline Viardot au cimetière de Montmartre (division 28).

L'écrivain russe Ivan Tourgueniev, Pauline Garcia-Viardot et son mari Louis Viardot furent amis inséparables plusieurs dizaines d'années, la liaison entre l'écrivain et la cantatrice étant considérée par Guy de Maupassant comme « la plus belle histoire d’amour du xixe siècle ». En novembre 1874, Tourgueniev achète une belle maison de maître à Bougival où il installe la famille Viardot, et il se fait construire un chalet (une sorte de datcha) quelques pas plus haut, où il décéda en 1883. La datcha de Tourgueniev est devenue un musée, tandis que la villa de la célèbre cantatrice est dans un état de délabrement avancé. Grâce à Jorge Chaminé, la Villa Viardot est un lieu important de concerts et de master-classes et depuis plusieurs années le baryton se bat pour la restauration de ce lieu de mémoire. Chose qui pourrait être entreprise grâce au « Loto du patrimoine », opération lancée par Stéphane Bern et le gouvernement français. La Villa Viardot fait en effet partie des 18 monuments concernés par ce Loto qui a eu lieu le 14 septembre 2018. Les travaux de restauration ont débuté en octobre 2019 et le domaine des Frênes fera partie, avec la Maison de Georges Bizet toute proche, d'un grand projet culturel, pédagogique, scientifique, le Centre européen de musique créé et dirigé par le baryton Jorge Chaminé. La villa restaurée est réouverte en septembre 2023.
Pauline Garcia-Viardot est inhumée au cimetière de Montmartre (division 28).

## Voix
Elle se rattache à l'école de chant ancienne, passant sans difficulté du registre de contralto à celui de soprano, maîtrisant aisément une tessiture très longue (sol2-do5 et même selon Reynaldo Hahn fa dièse2-ré5). Selon Berlioz, qui pourtant l'avait d'abord jugée sévèrement, « la voix de Mlle Garcia, égale dans tous les registres, juste vibrante et agile, s'élève du fa grave au contre-ut soit deux octaves et une quinte et cette étendue est déjà immense, puisqu'elle réunit trois genres de voix qui ne se trouvent jamais ensemble : le contralto, le mezzo-soprano et le soprano ».
Son timbre est, semble-t-il, assez quelconque, mais l'émotion et la flamme de l'interprétation le rendaient particulièrement émouvant. Elle démontra une agilité sans doute unique dans son type de voix et s'amusait à chanter sans peine les concertos pour violon de son beau-frère Bériot ou les Études de Chopin.

## Compositions

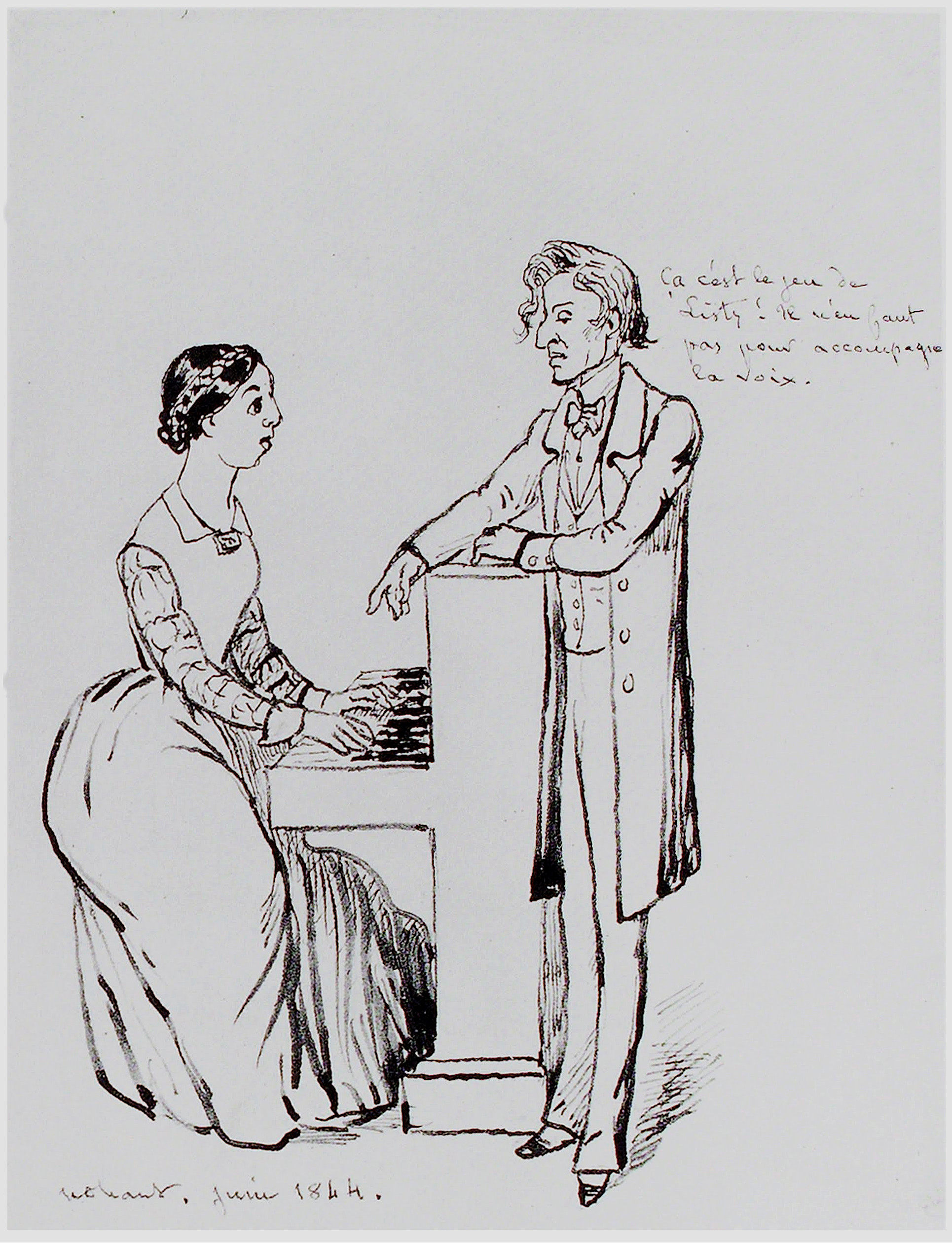
Pauline Viardot et Frédéric Chopin par Maurice Sand.

Pauline Viardot commença à composer dès sa jeunesse, mais il ne fut jamais dans ses intentions de devenir compositrice. Ses œuvres furent composées principalement pour développer les capacités vocales de ses élèves de chant. La plupart de ses compositions datent de sa retraite à Baden-Baden. Mais ses œuvres sont de qualité professionnelle et Franz Liszt déclara qu'avec Pauline Viardot, le monde avait enfin trouvé une femme compositrice de génie.
Pauline Viardot fut à maintes reprises l'invitée de George Sand à Nohant, où elle chanta souvent accompagnée par Frédéric Chopin. Elle y revint plus tard avec Tourgueniev, et eut ainsi l'occasion de transcrire plusieurs chants populaires locaux, dont certains furent publiés par Julien Tiersot.

### Opéras
- Sur un livret d'Ivan Tourgueniev[17] :
  - Trop de femmes, opérette, 1867.
  - L'ogre, 1868.
  - Le Dernier Sorcier, opéra de chambre, 1869.
  - Le Miroir, 1869.
- Cendrillon, 1904 ; livret de Pauline Viardot, d'après Charles Perrault[18] ,[19].

### Œuvres chorales
- 1848 : La Jeune République, cantate pour voix soliste, chœur mixte et piano, texte de Pierre Dupont[20].
- 1899 :
  - Chœur bohémien (voix soliste et trois voix de femmes, piano)
  - Chœur des elfes (voix soliste et trois voix de femmes, piano)
- 1905 : Chœur des fileuses, extrait de L'Ogre

### Mélodies
- 1843 : Album de Mme Viardot-Garcia, « Huit morceaux de chant avec accompagnement de piano » : L'enfant de la montagne ; La chapelle ; L'abricotier ; Adieu les beaux jours ; L'exilé polonais ; L'enfant et la mère ; L'ombre et le jour ; Le chêne et le roseau., lire en ligne sur Gallica.
- 1850 : Dix mélodies, dont Solitude (Turquety); L'absence ; La Chanson de Loïc (Auguste Brizeux) ; Marie et Julie ; Tarentelle, Lire en ligne sur les publications du Musée de la Vie Romantique.
- 1864 : Six Mazurkas (Chopin) de Frédéric Chopin pour voix et piano : Seize ans ; Aime-moi (opus 33 n°2) ; Plainte d'amour ; Coquette ; L'Oiselet ; Séparation.
- 1865 : Six mazourkes de Frédéric Chopin pour voix et piano, dont : La danse ; La Jeune fille.
- 1865 : Die Sterne (Afanassi Fet)
- 1866 : Douze mélodies sur des poésies russes de Fet, Pouchkine, Tourgueniev, Lermontov et Koltsov, dont Fleur desséchée (Pouchkine) ; La Mésange (Tourgueniev) ; La Berceuse cosaque (Dors dans les plis de mon voile, Lermontov) ; Evocation (Pouchkine).
- 1870 : plusieurs compositions sur des poèmes allemands de Heinrich Heine (Das ist ein schlechtes Wetter) ; Goethe (O schönes Mädchen du) ; et d'Eduard Mörike (Der Gärtner ; In der Frühe ; Nixe Binsefuß : ‘Des Wassermanns sein Töchterlein’ ; Die traurige Krönung).
- 1873 : Cinquante mélodies de Franz Schubert, textes traduits par Louis Pomey, P. Viardot fournissant des indications destinées aux chanteurs.
- 1874 : Fünf Gedichte von Goethe, Puschkin, Mörike, Geibel und Pohl
- 1875 : Trois valses de Franz Schubert, pour deux voix et piano
- 1878 : Canti popolari toscani, dont Serenade Florentine
- 1880 : Six mélodies (dont Morirò et Haï-luli!) et une havanaise (Sur la rive le flot d’argent, paroles françaises de Louis Pomey[21]) à deux voix.
- 1880 : Quatre Lieder pour voix solo et pianoforte (textes de Goethe, Mörike et Pohl)
- 1881 : Cinq Poésies toscanes, paroles de Louis Pomey
- 1882 : Six Mélodies, deuxième série
- 1886 :
  - Les Cavaliers, duo pour deux voix et piano, d'après la Danse hongroise n° 7 de Brahms
  - Six chansons du XVe siècle, dont : Aimez-moi ma mignonne ; Hai luli ! ; Canción de la Infanta
  - Airs italiens du XVIIIe siècle (traduction de Louis Pomey)
  - Les Bohémiennes (plusieurs arrangements d’après les Danses hongroises n° 5 et 6 de Brahms)
  - Lamento (Ma belle amie est morte, de Théophile Gautier)
- 1887 : Six mélodies (dont deux sur des poèmes d'Alfred de Musset : Madrid et Les Filles de Cadix)
- 1890 : Le rêve de Jésus pour soprano et piano
- 1894 : Chanson de Mer
- 1895 : Bonjour mon cœur (Pierre de Ronsard)
- 1900 : Chanson de la pluie (Tourgueniev).

Beaucoup de textes russes ou traduits en russe ont aussi été mis en musique par Viardot.

### Œuvres instrumentales
- 1867 :
  - Marche militaire dédiée au roi de Prusse
  - Six morceaux pour violon et piano (dont : Vieille chanson)
- 1873 : Introduction et polonaise pour piano 4 mains
- 1874 : Sonatine pour piano et violon
- 1904 :
  - Deux airs de ballet pour piano
  - Suite arménienne, versions pour piano 2 mains et 4 mains
- 1905 :
  - Défilé bohémien pour piano 4 mains
  - Mazourke pour piano

Plusieurs œuvres furent orchestrées par Ivan Snoèk.

## Hommages
Sont nommés en son honneur :
- Le jardin Pauline-García-Viardot, dans le 9e arrondissement de Paris, au cœur de son quartier, la Nouvelle Athènes.
- La Patera de Viardot, sur la planète Vénus.

## Galerie photographique

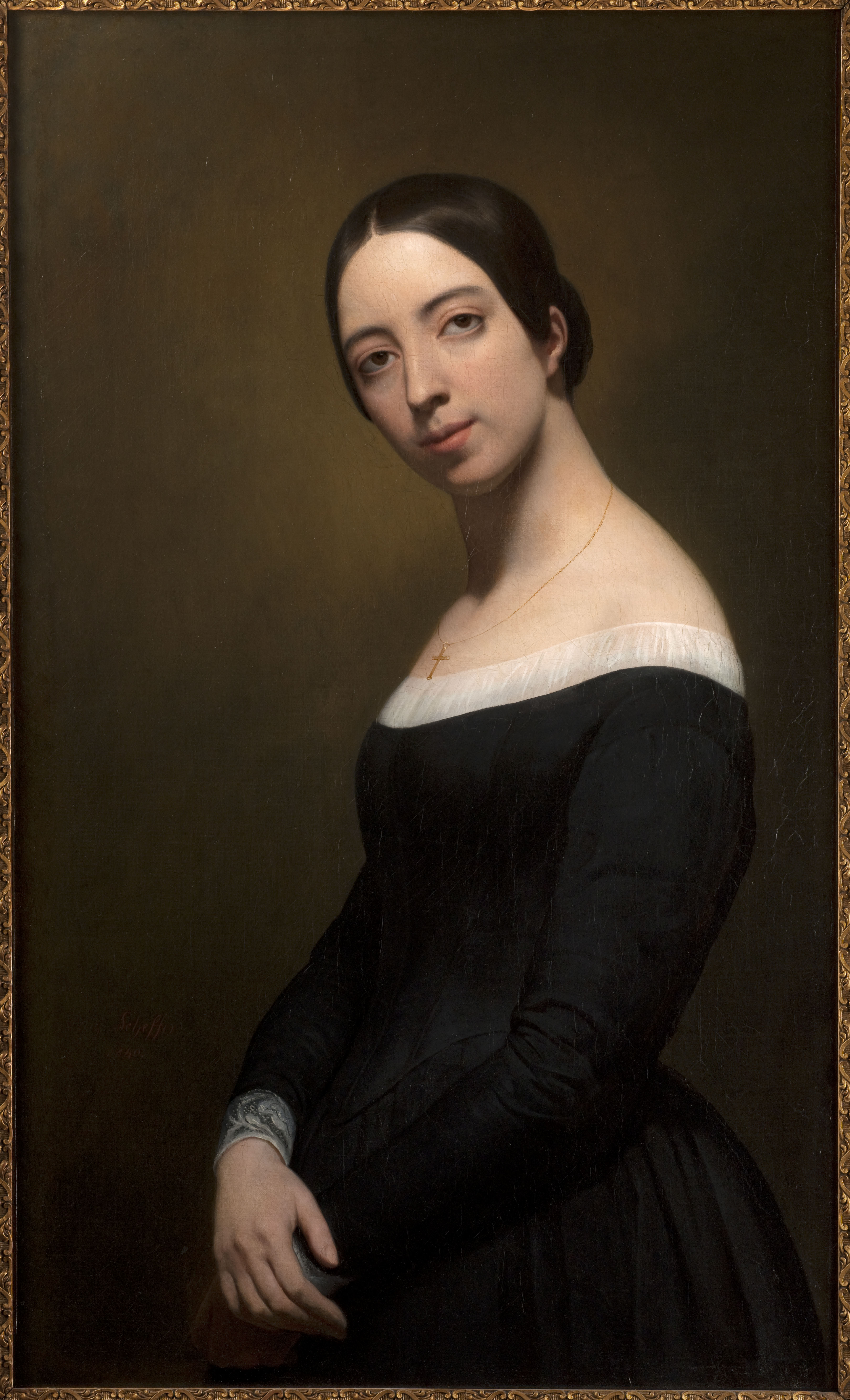
Pauline Viardot (1840), huile sur toile d'Ary Scheffer.
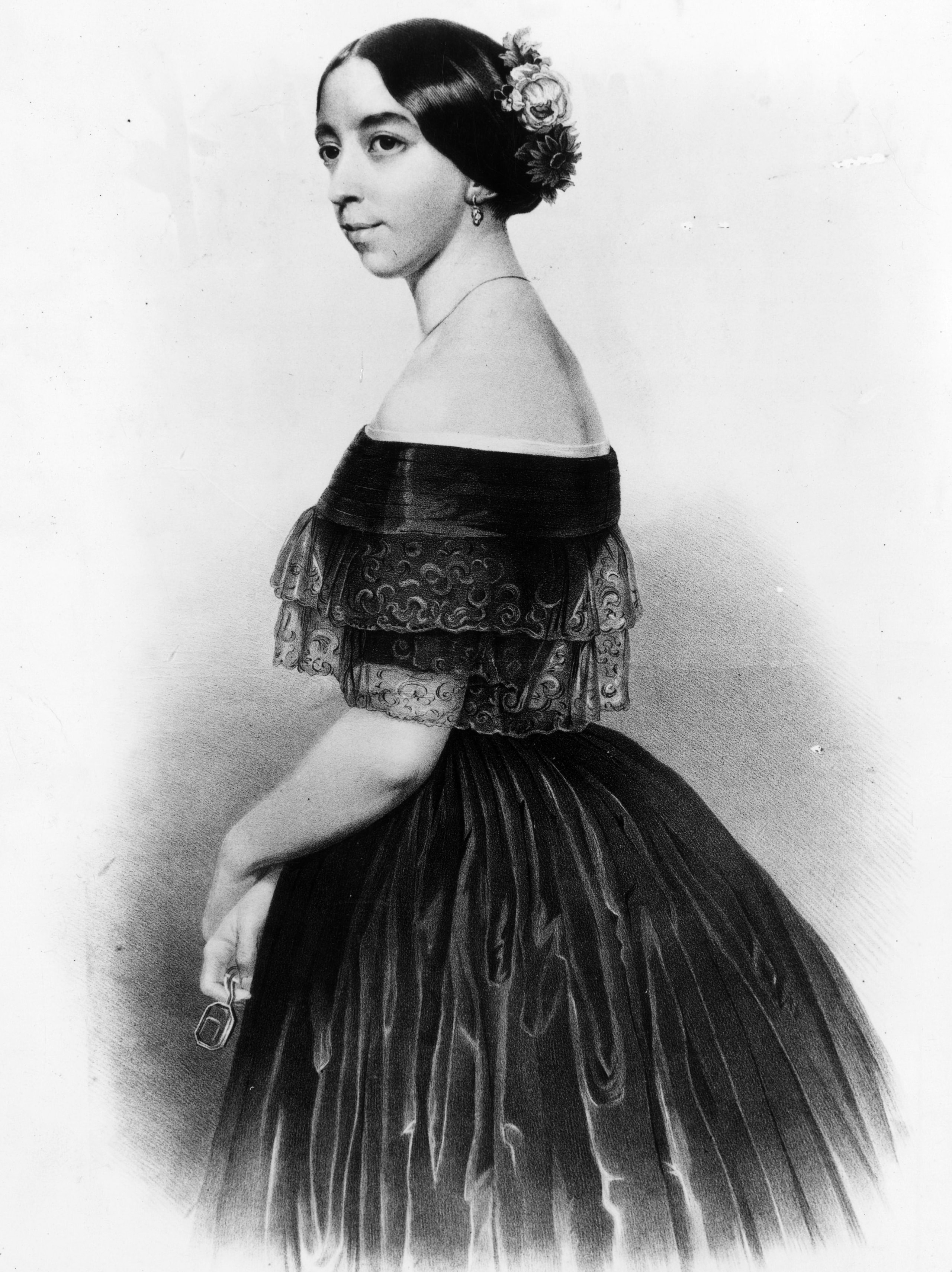
Pauline Viardot.
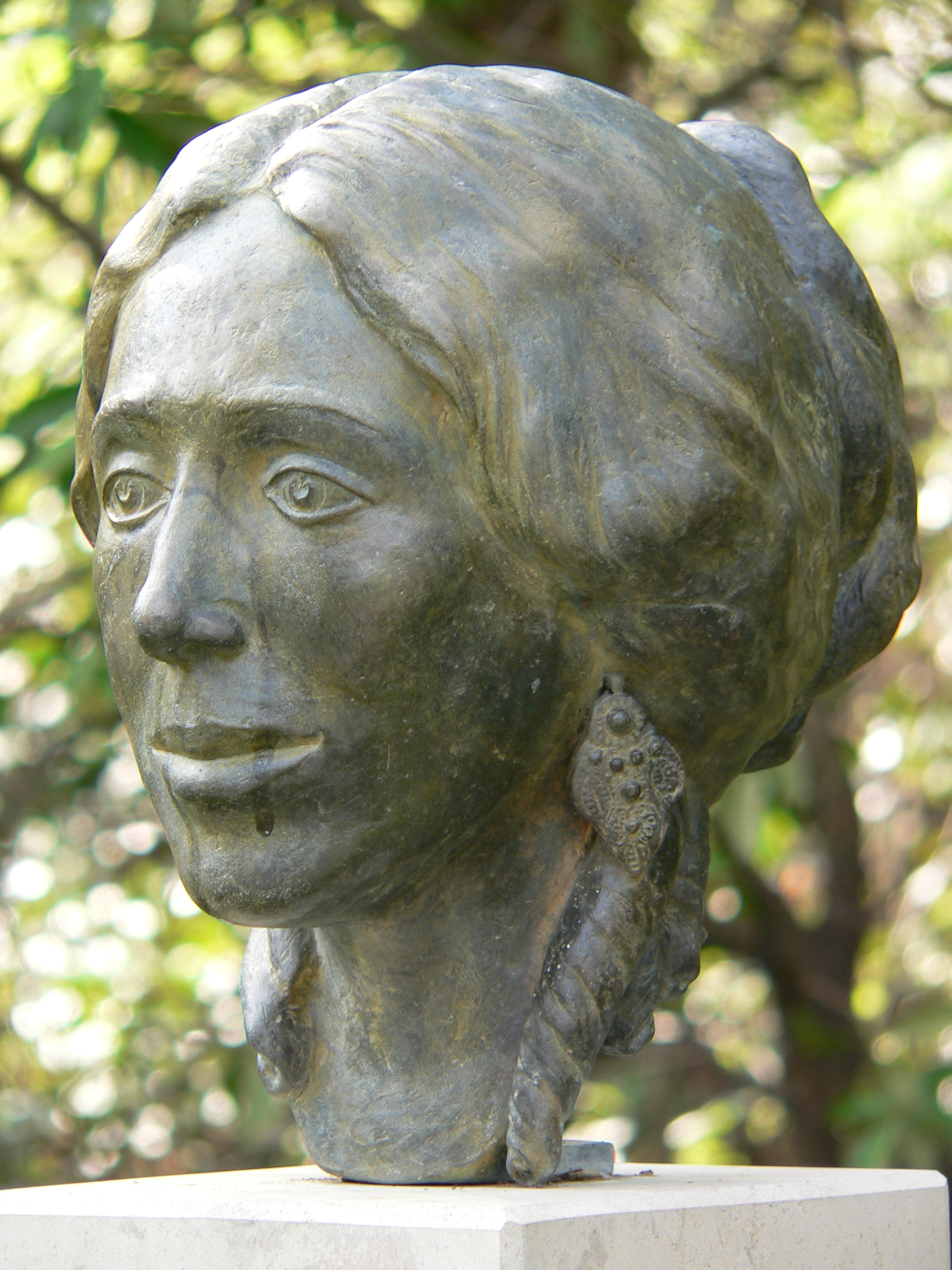
Buste de Pauline Viardot à Baden-Baden.
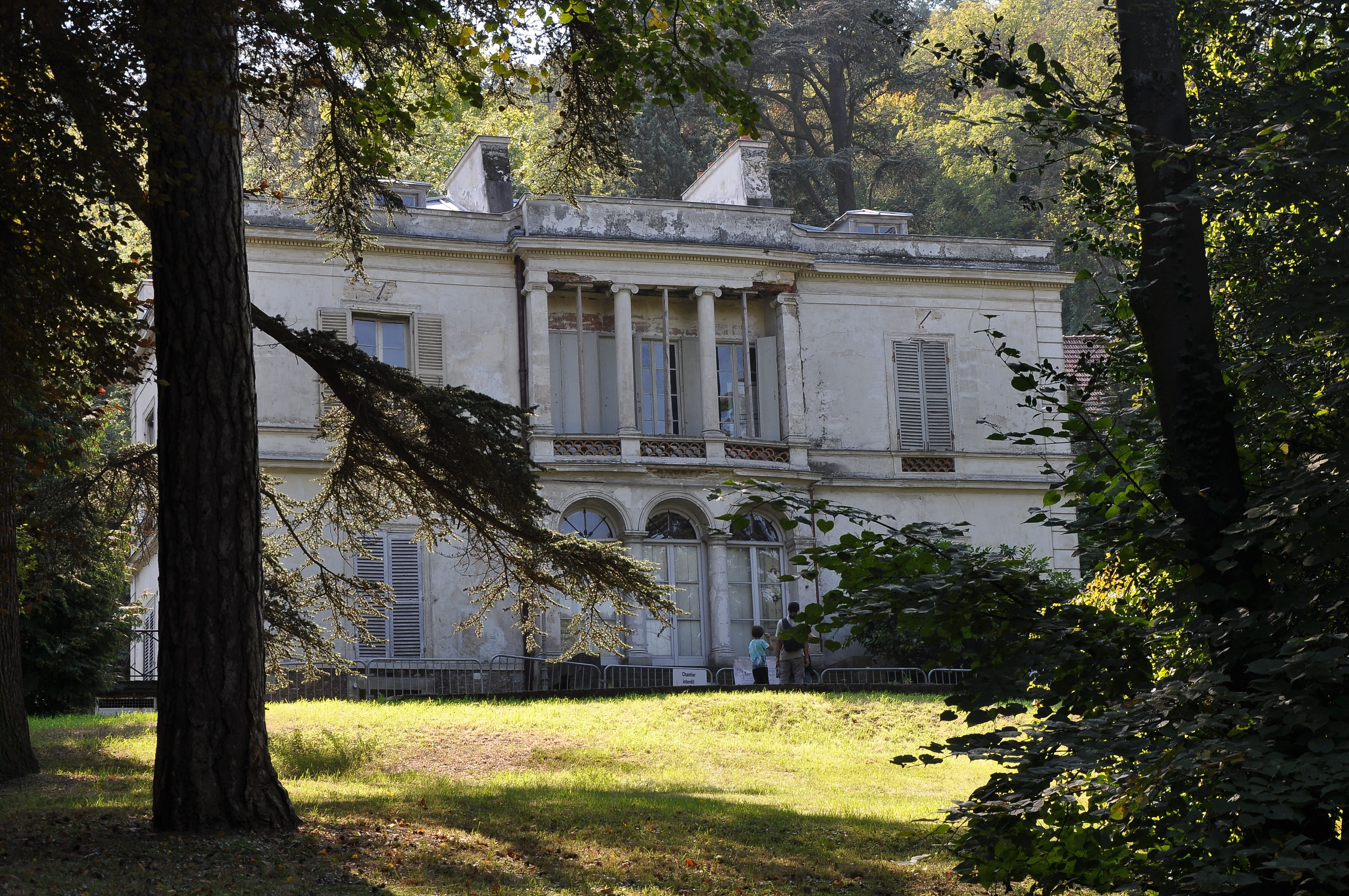
Pavillon de Pauline Viardot à Bougival, dans les Yvelines.
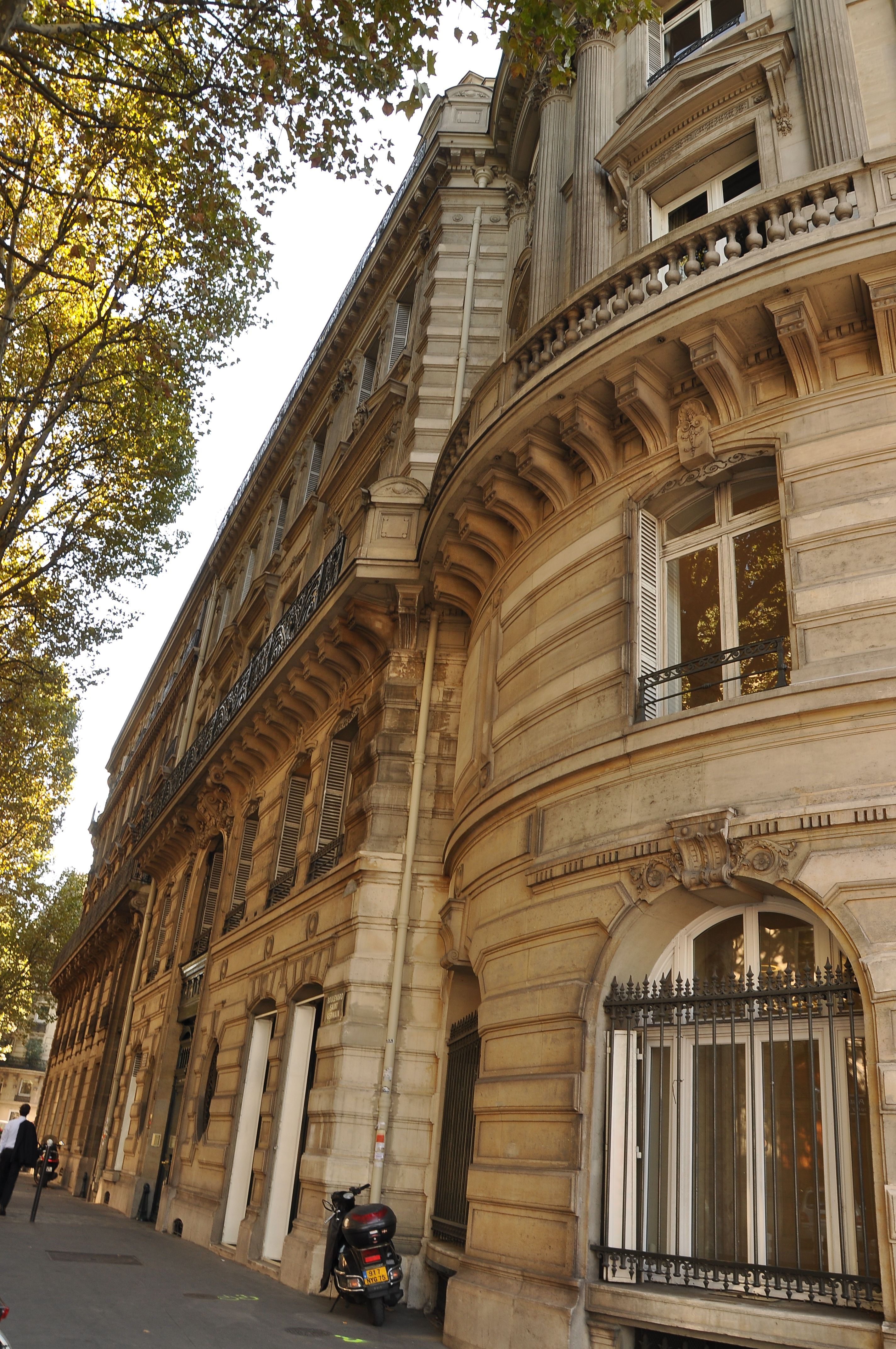
Immeuble au 243 boulevard Saint-Germain où habita Pauline Viardot.
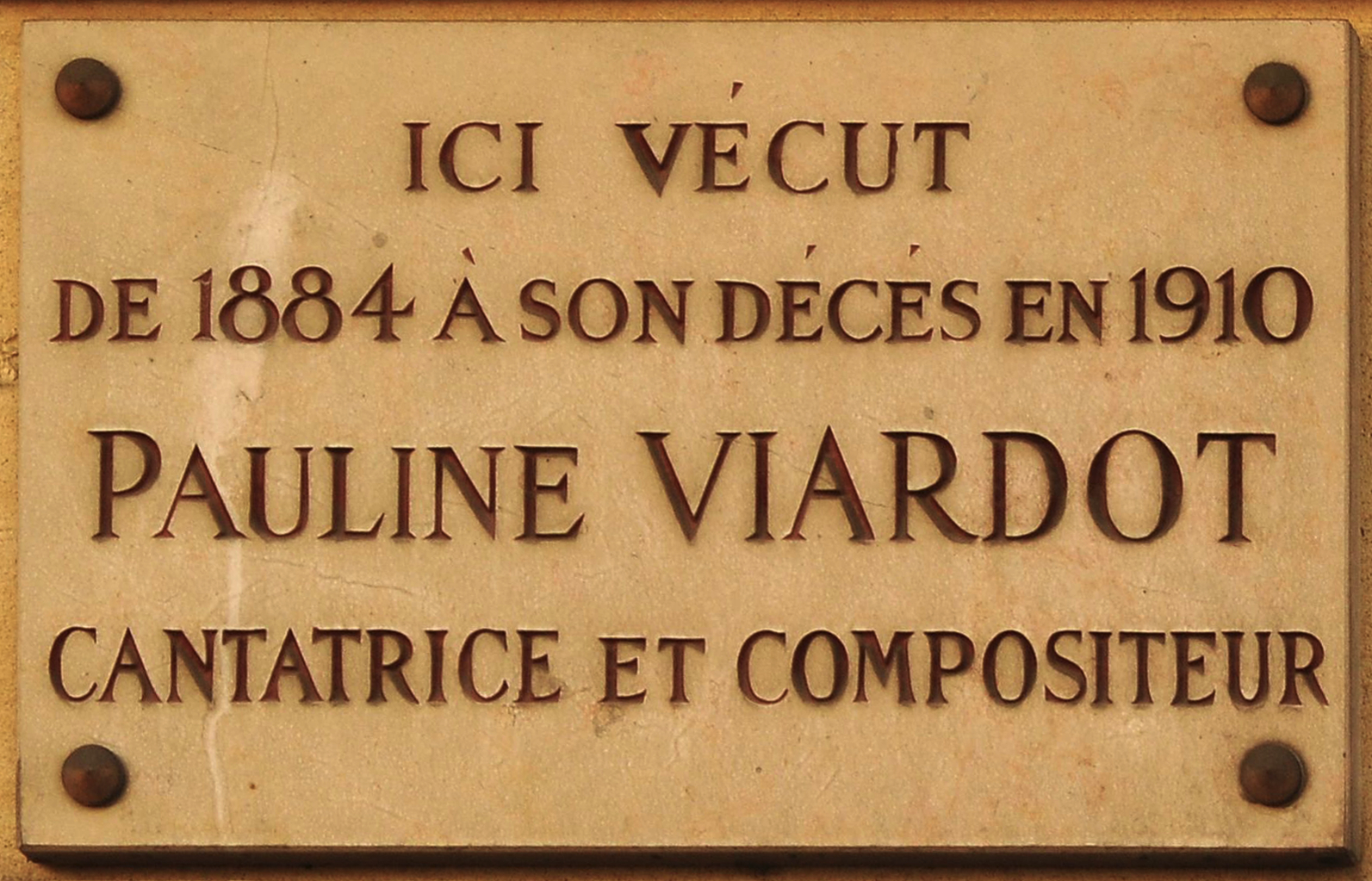
Plaque sur l'immeuble au 243 boulevard Saint-Germain, où habita Pauline Viardot.
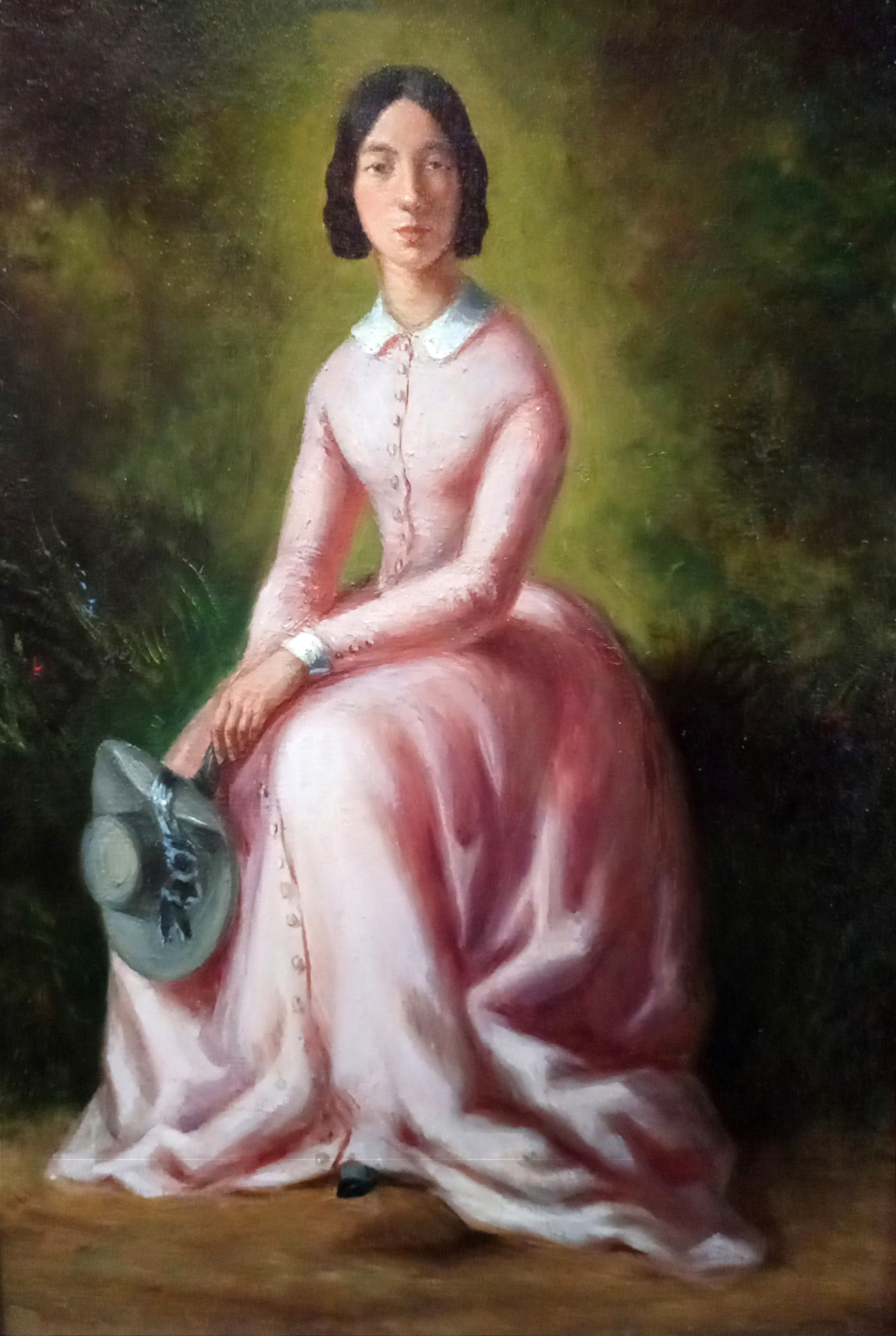
Pauline Viardot (vers 1844), par Maurice Sand, musée de la Vie romantique.
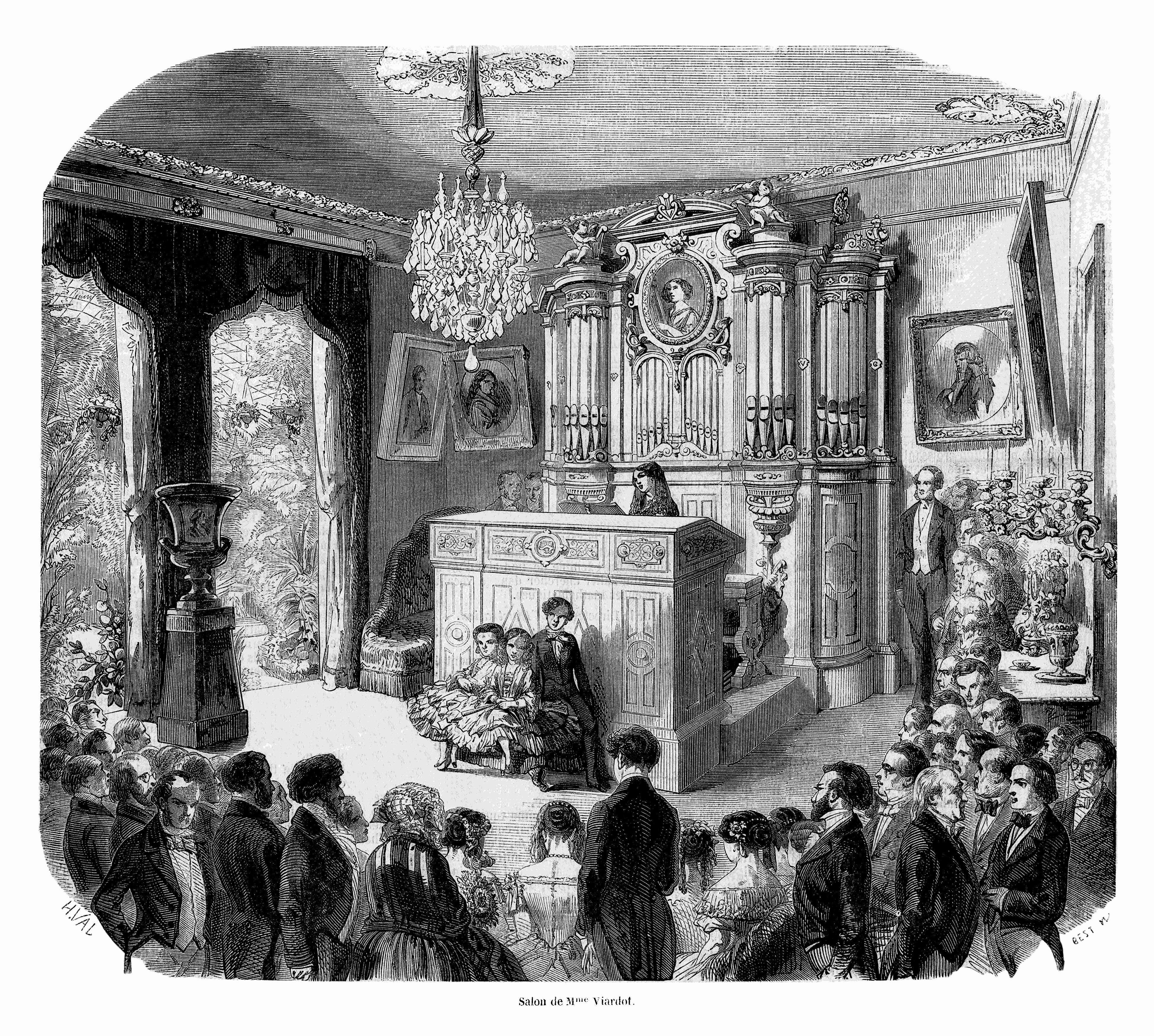
Salon de Mme Viardot, Paris (1853).
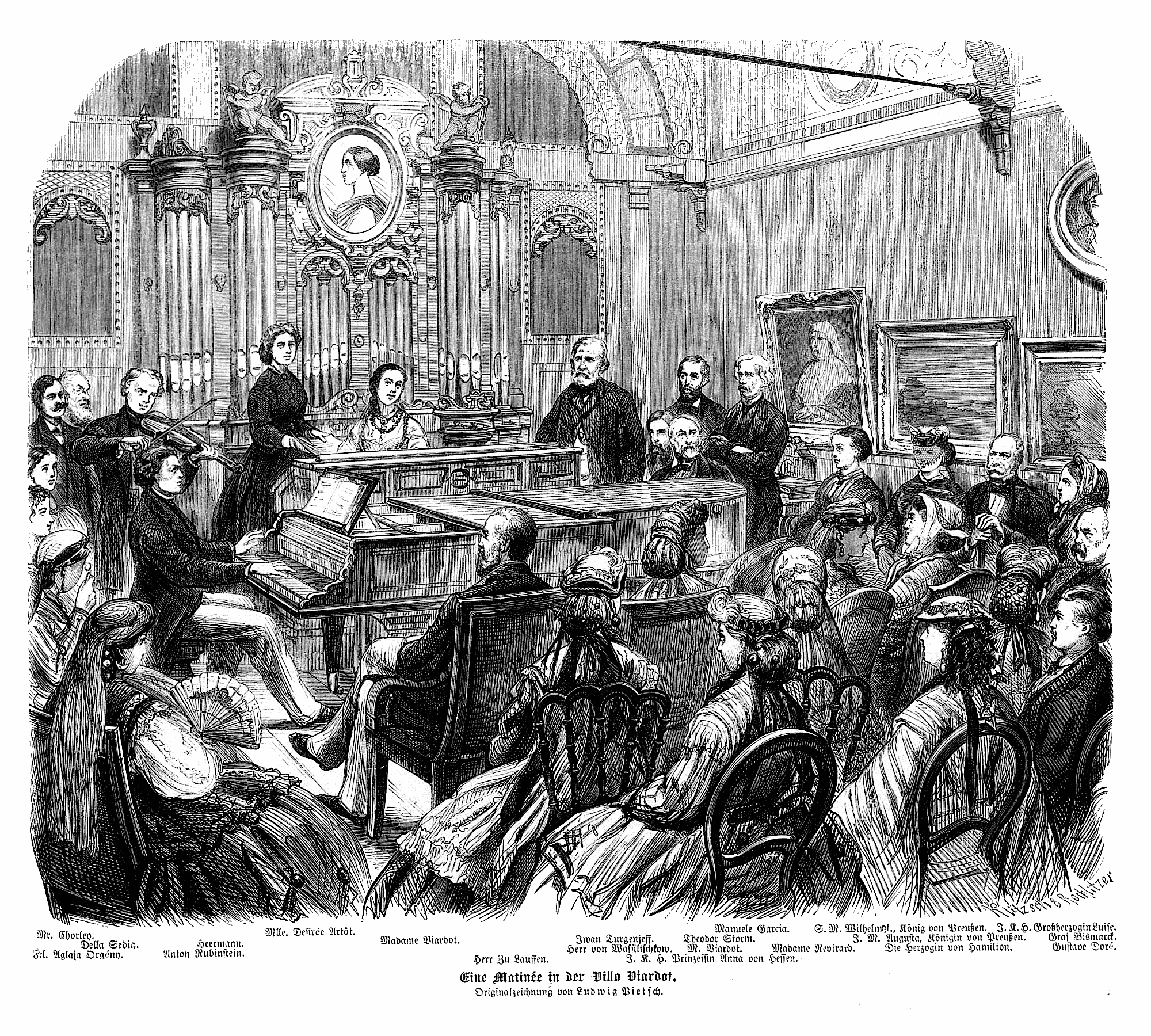
« Eine Matinée in der Villa Viardot », Baden-Baden (1865).
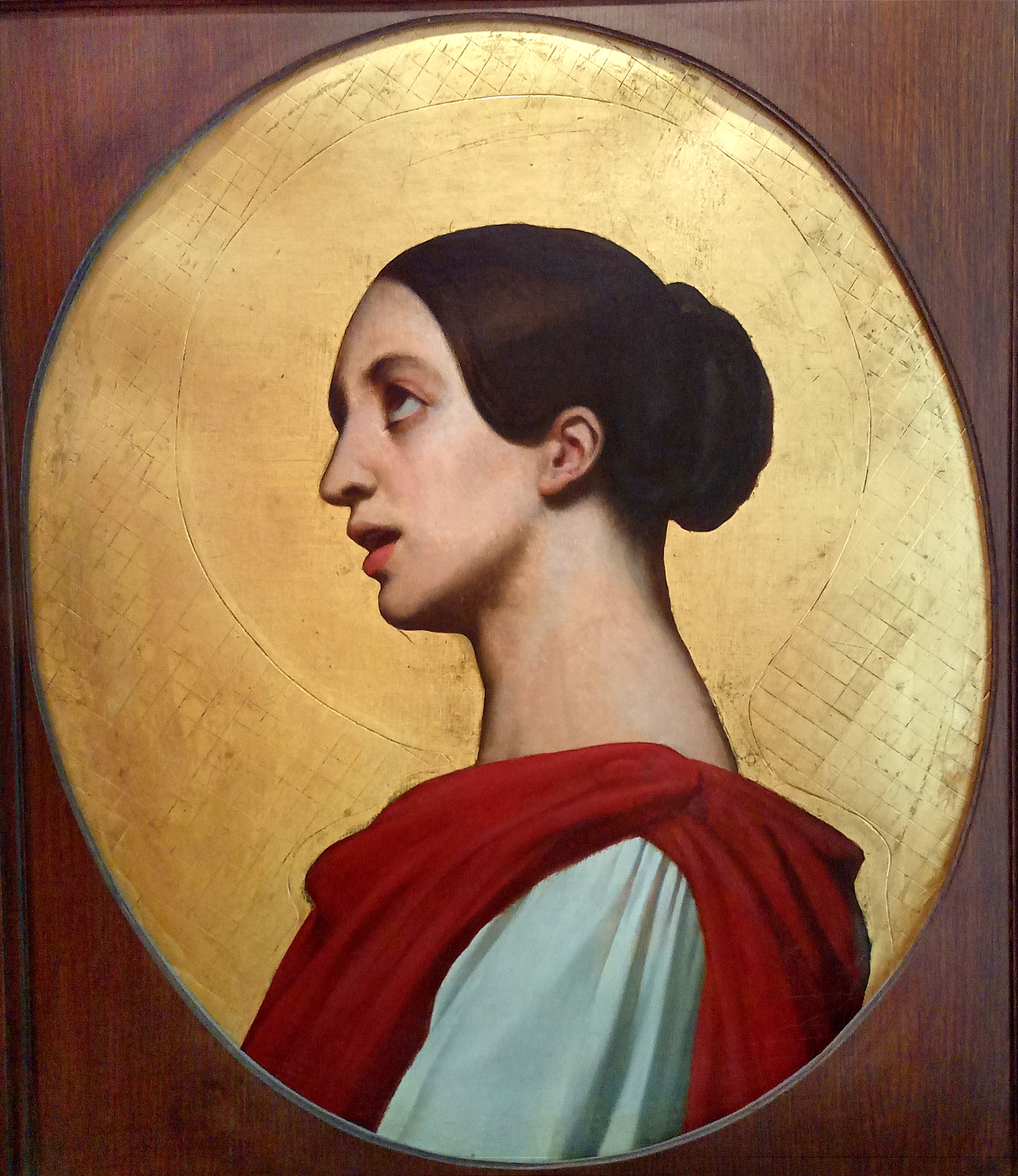
Pauline Viardot-García, peinture d'Ary Scheffer pour le buffet de son orgue de salon (1851).
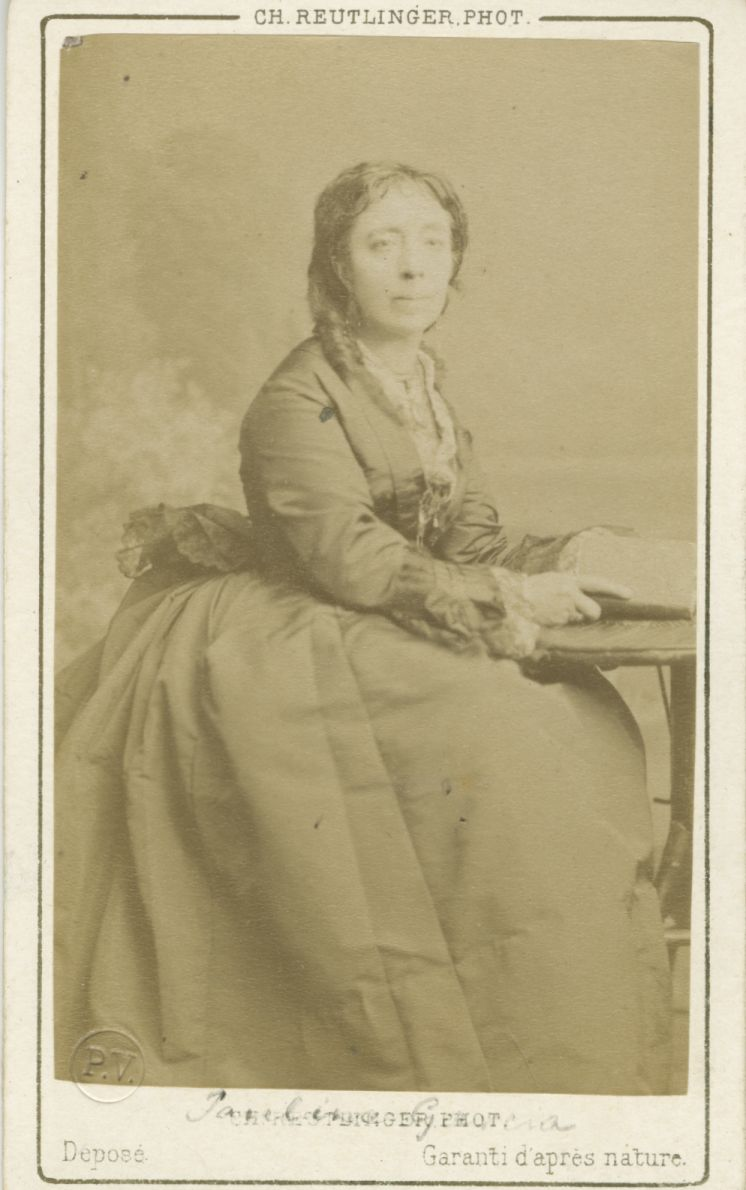
Photographie de Pauline Viardot-García.
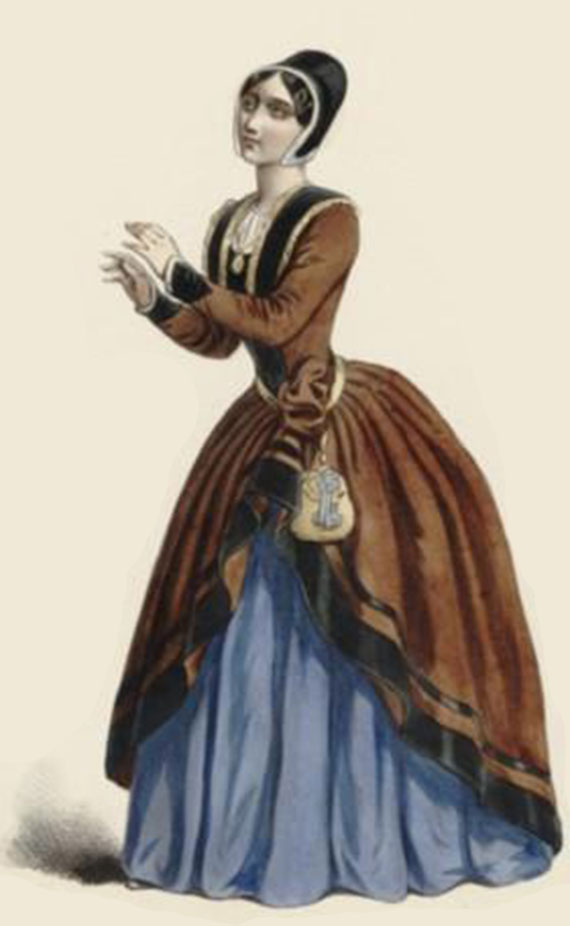
Pauline Viardot dans le rôle de Fidès dans l'opéra de Meyerbeers Le prophète (1849).
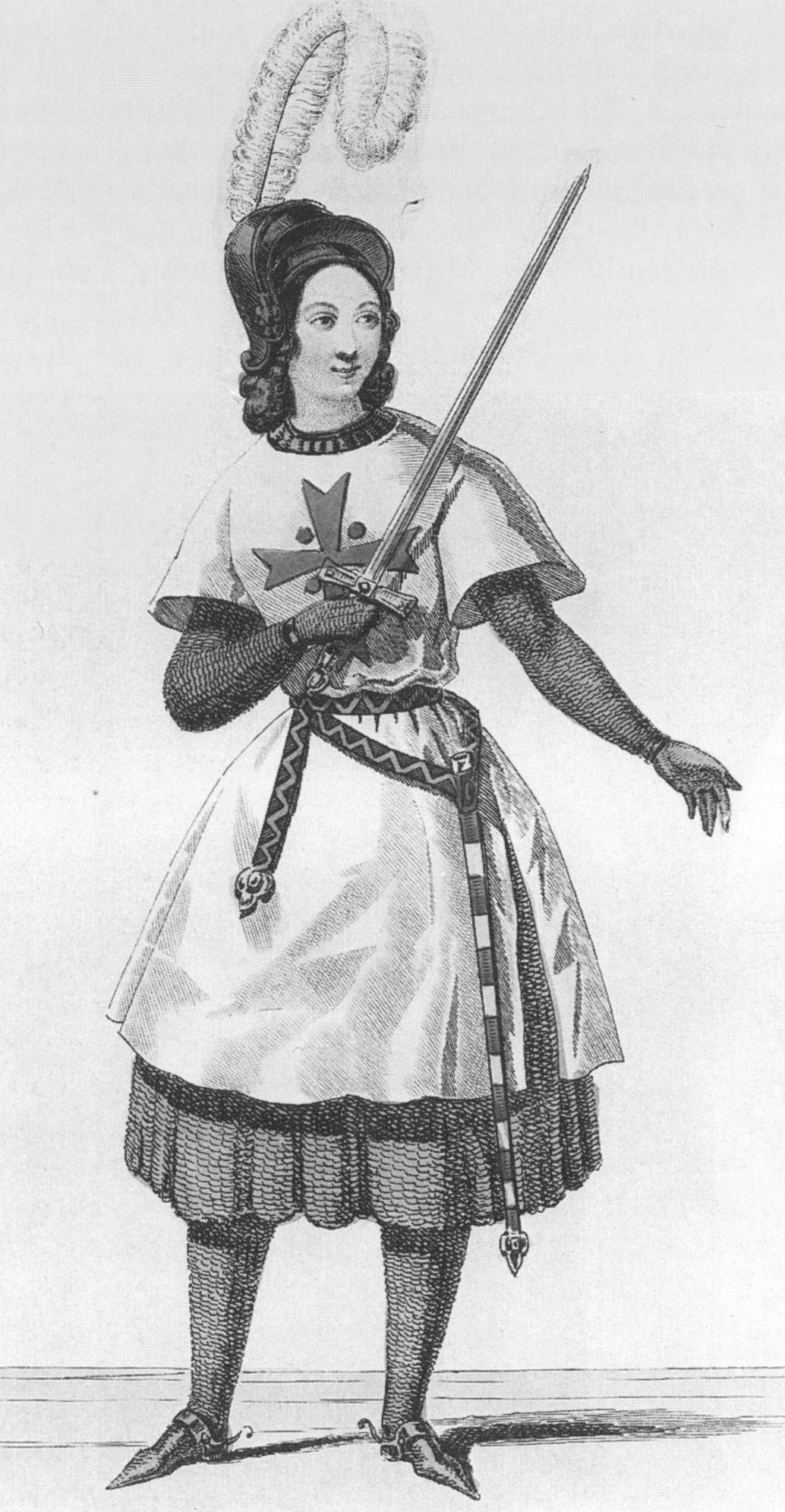
Pauline Viardot-Garcia dans le rôle de Tancredi dans l'opéra éponyme de Rossini - Théâtre-Italien Paris (1840).
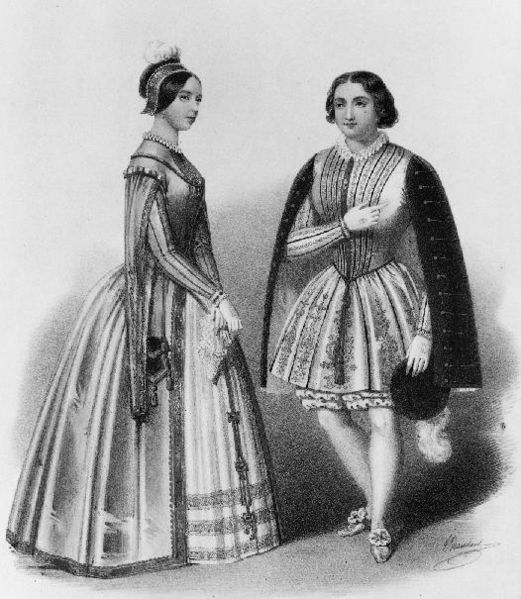
Pauline Viardot dans le rôle de Valentine (à gauche) et Marietta Alboni dans le rôle d'Urbain dans Les Huguenots de Meyerbeer, acte 1, scène 9, Covent Garden, (1848).
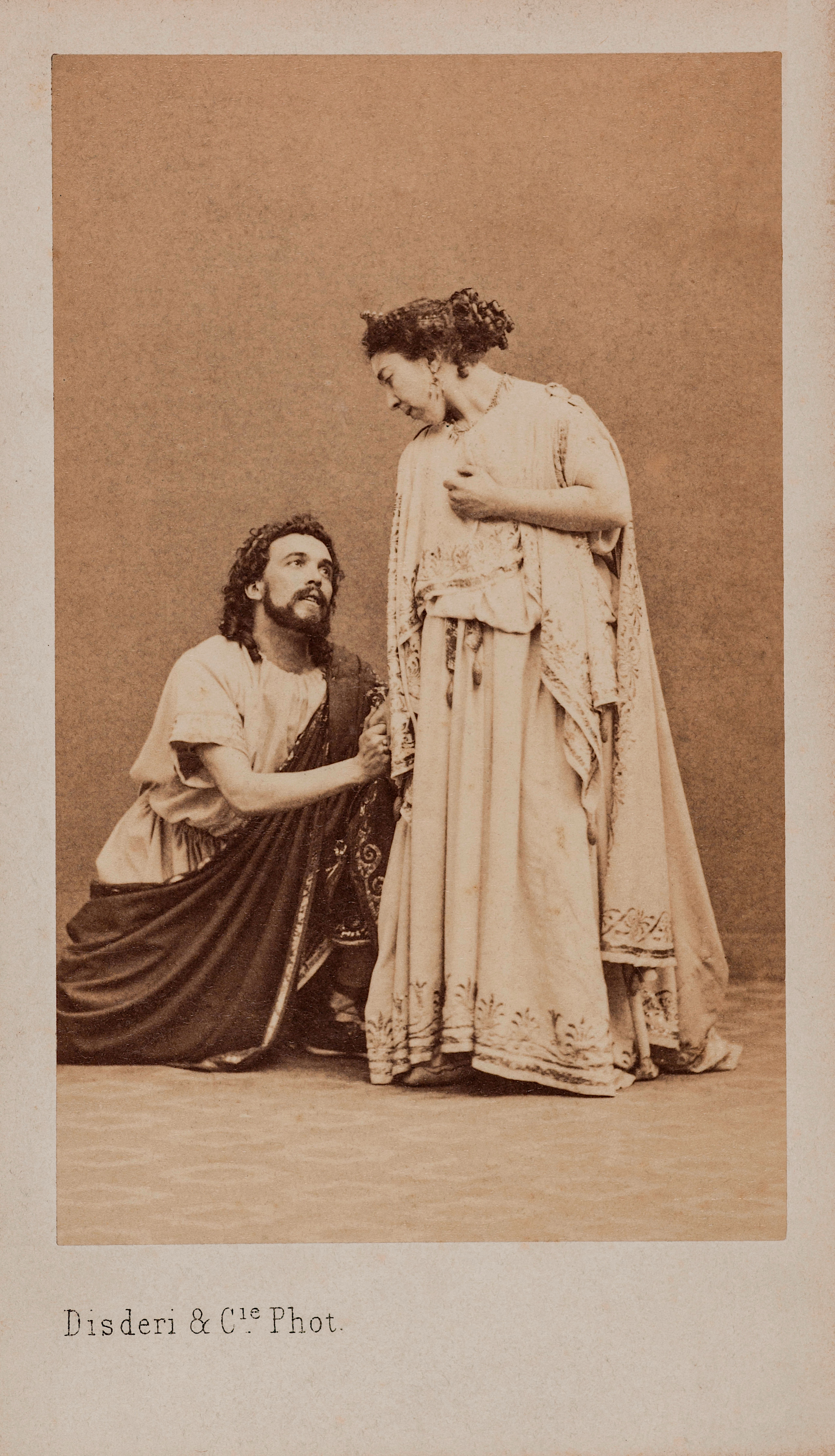
Pauline Viardot et Pierre-Jules Michot dans Alceste, photographie d'Eugène Disdéri (1861).
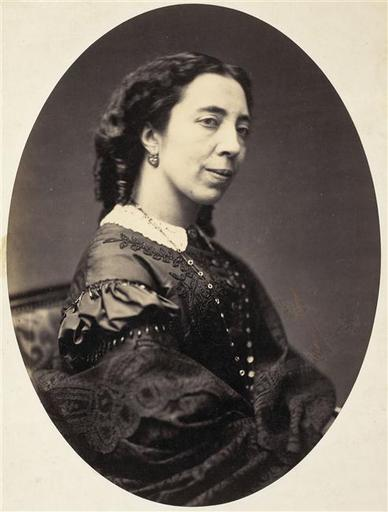
Pauline Viardot-García, photographie de Pierre Petit (1860).
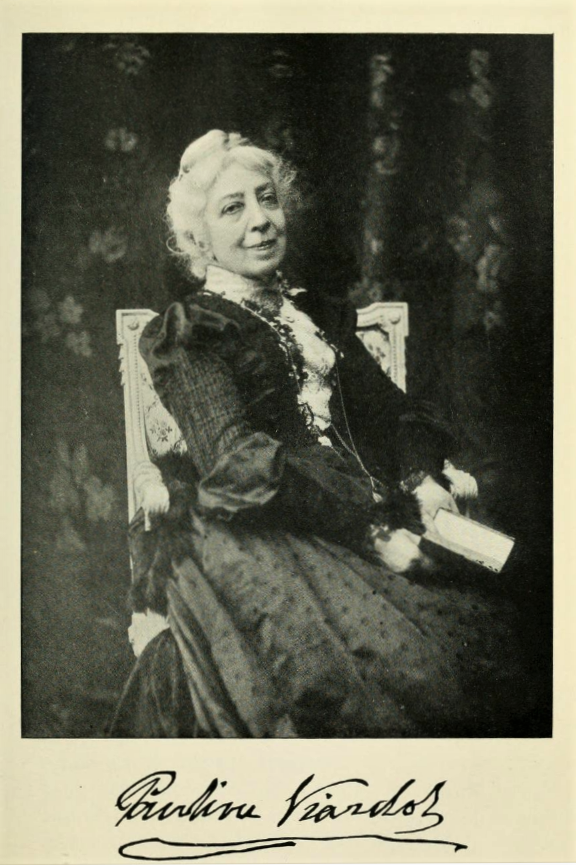
Pauline Viardot-García (1908).
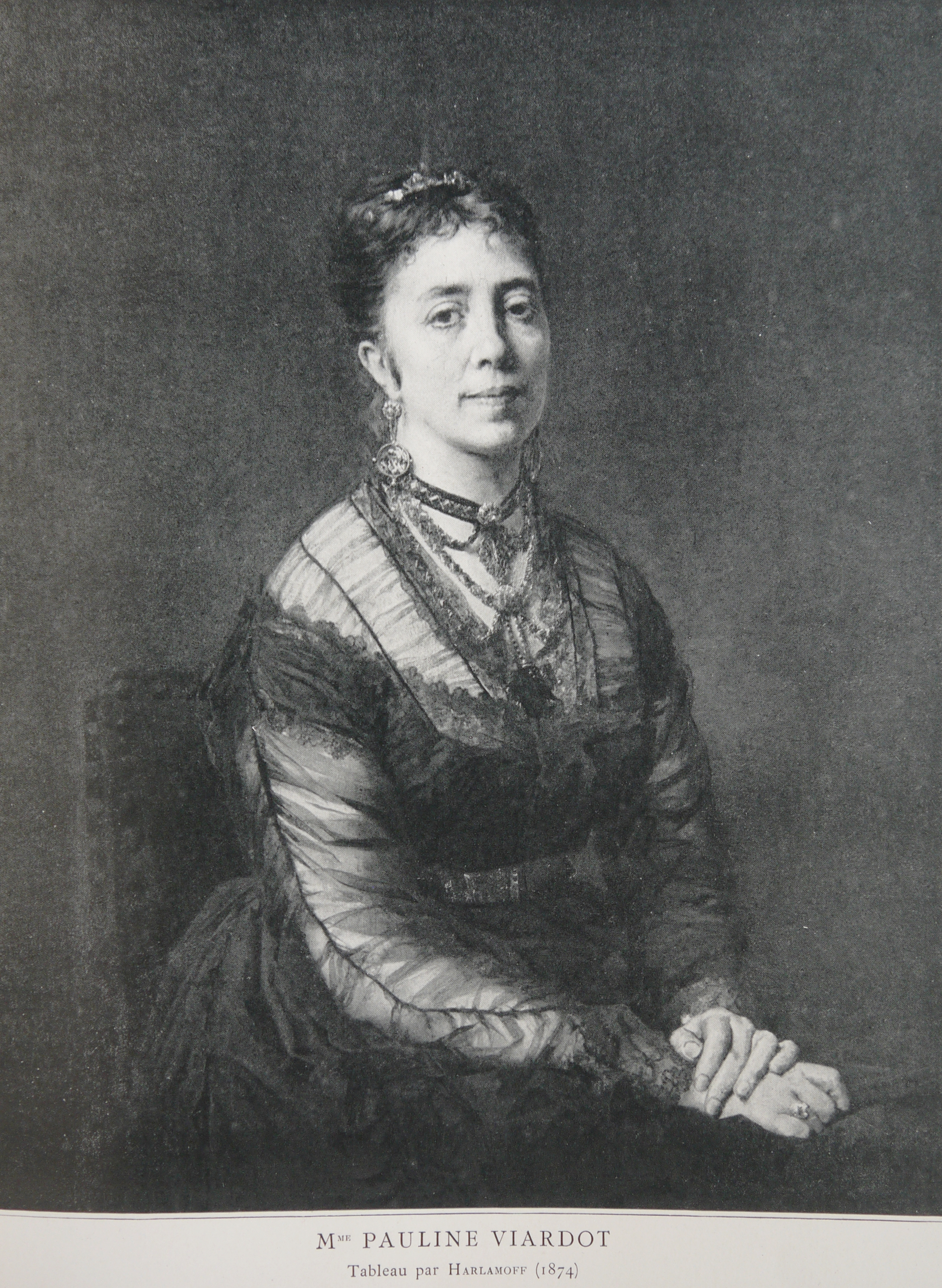
Portrait (1874) d'Alexeï Harlamov paru dans Le Théâtre (1910).

## Discographie
- Cendrillon, Sandrine Piau, Marie (Cendrillon), André Cognet, Le Baron Pictordu, Jean Rigby, Armelinde, Susannah Walters, Maguelonne, Elisabeth Vidal, La Fée, Jean-Luc Viala, Le Prince Charmant, Paul Austin Kelly, Le Comte Barigoule, Elisabeth Vidal, A lady at the Ball, Party Guests, Royal Footmen, Members of the Geoffrey Mitchell Choir, conducted by Nicholas Kok (also pianist). CD 24 bit recording Opera Rara 2001.

## Bibliographie

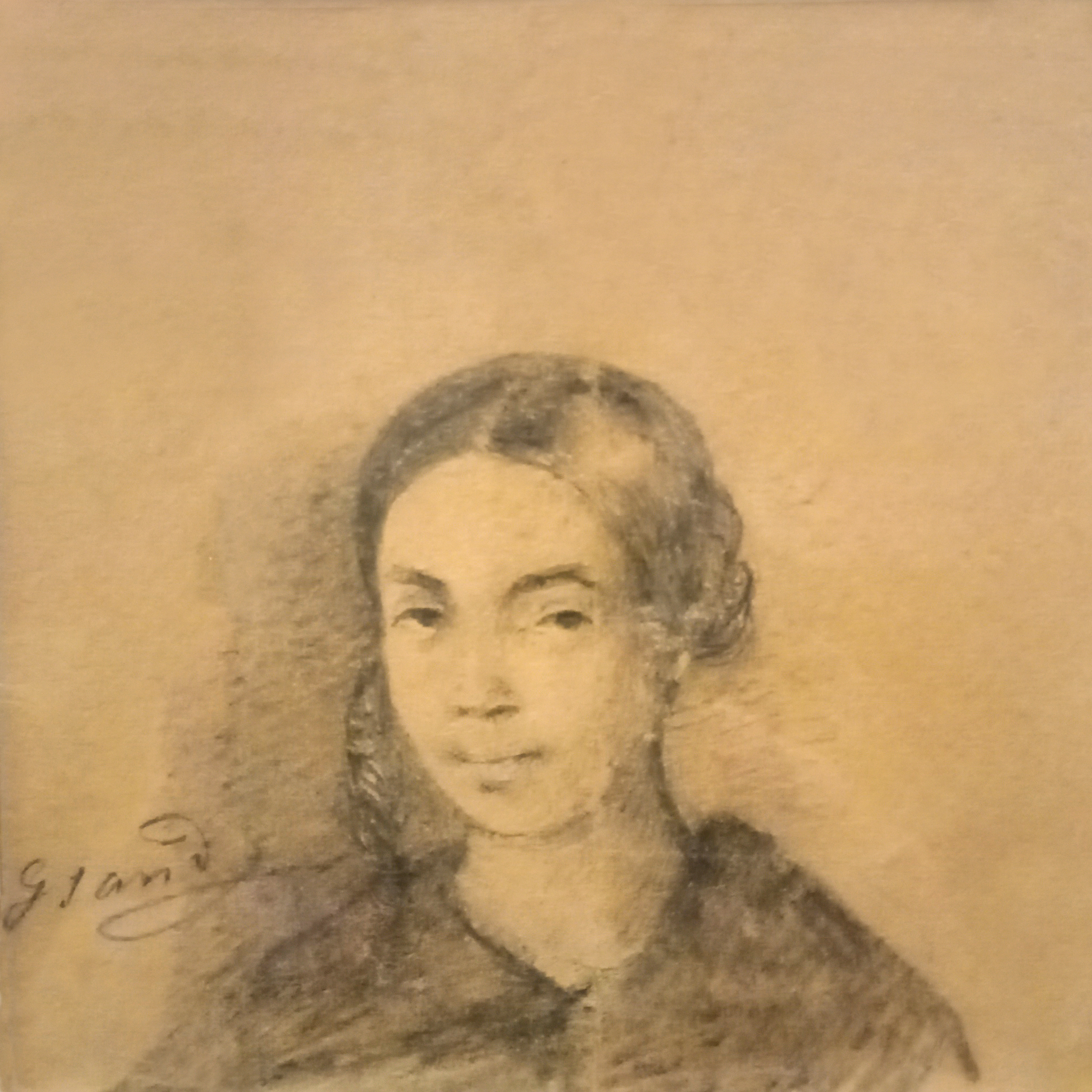
Portrait de Pauline Viardot, par George Sand, entre 1840-1845

## Notes et références

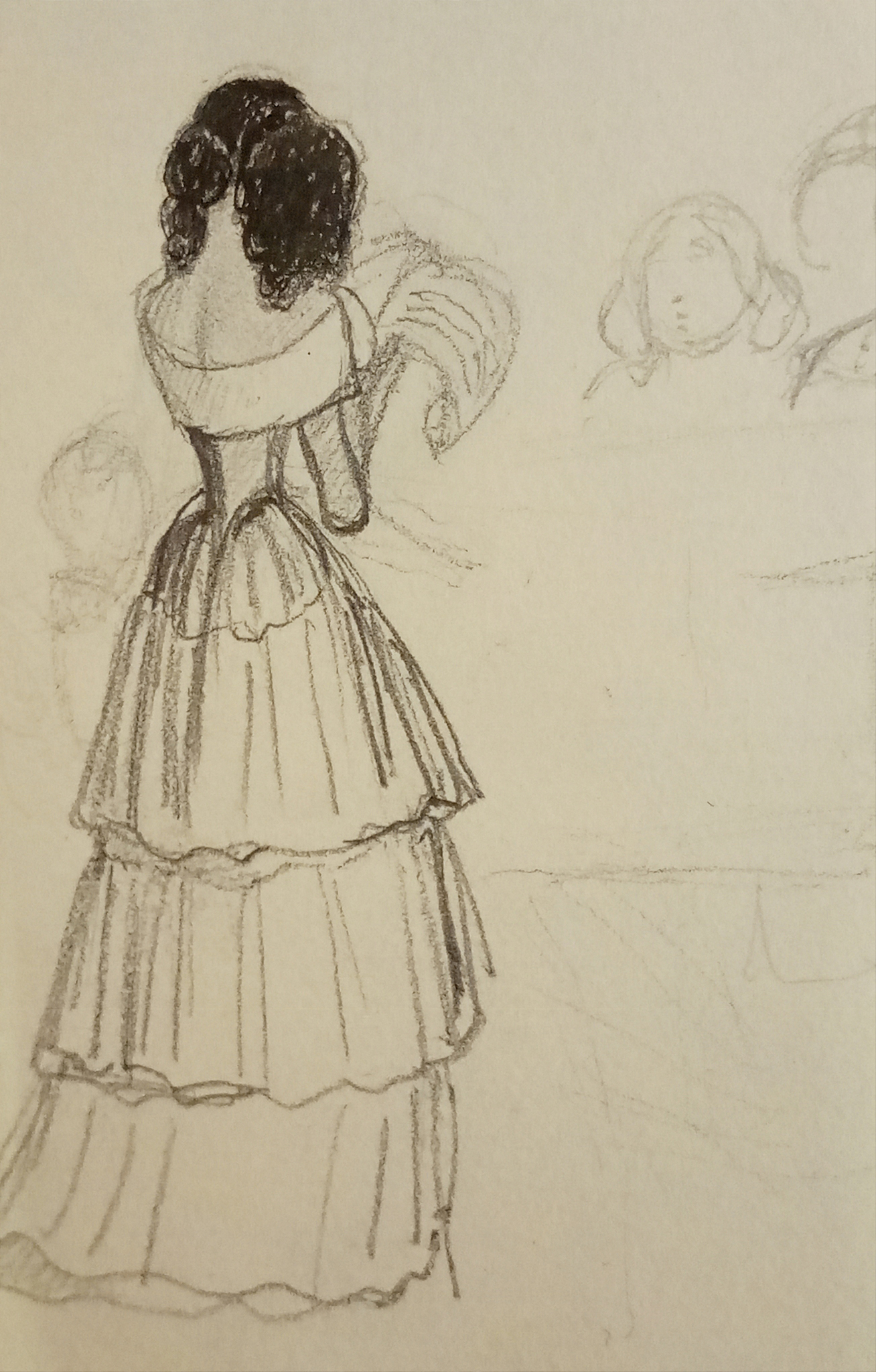
Détail d'un dessin de Pauline Viardot, vers 1843